# シンガポール航空インターナショナルカップ
シンガポール航空インターナショナルカップ（Singapore Airlines International Cup）は、シンガポールのクランジ競馬場で行われていた競馬の競走である。
シンガポール国際カップとも称していた。

## 概要
2000年に創設され、2001年には国内G1（グループワン）となった。2002年からは国際G1に格付けされ同時にワールドシリーズ・レーシング・チャンピオンシップ（後にワールドレーシング・チャンピオンシップに改称）の対象競走に加わった（2006年度は同シリーズは休止）。2003年はSARSの影響で開催が中止された。
2006年にはホッカイドウ競馬所属のコスモバルクが地方競馬所属馬として初の国際G1勝利（なおかつ地方所属馬の日本国外でのG1初制覇）を収めた。さらに翌2007年には、シャドウゲイトとコスモバルクの日本調教馬2頭が出走し1、2着を独占した。
地元シンガポール調教馬での勝利は2000年の第1回大会のみでその後は15年連続で海外調教馬が勝利を収めている（南アフリカ3勝、日本2勝、フランス2勝、イギリス1勝、ドイツ1勝、UAE1勝、オーストラリア1勝、香港3勝）。2006年以降のシンガポール調教馬の最高着順は2006年と2008年の2着が最高であった。
2015年9月28日、シンガポールターフクラブはクリスフライヤーインターナショナルスプリントととも、同年限りでの廃止を発表した。
優勝馬の馬主など関係者には、シンガポール航空杯が贈られていた。

## 歴史
- 2000年 - クランジ競馬場開場1周年を記念して、シンガポール航空をスポンサーに「シンガポール航空インターナショナルカップ」として創設。
- 2001年
  - 開催日を5月第2日曜日に変更。
  - 国内GIに認定された。
- 2002年
  - 国際GIに認定。
- 2003年
  - SARSの影響で中止になった。
- 2015年
  - 香港のダンエクセルが初めての連覇を達成。またジョン・ムーア調教師が異なる馬で3連覇を達成。
  - この年を最後に廃止。

## 歴代優勝馬
| 回数   | 施行日        | 調教国・優勝馬    | 日本語読み           | 性齢 | タイム  | 優勝騎手         | 管理調教師          |
| ------ | ------------- | ----------------- | -------------------- | ---- | ------- | ---------------- | ------------------- |
| 第1回  | 2000年3月4日  | Ouzo              | ウーゾ               | 騸7  | 2:03.4  | S.ジャマート     | M.スウェイツ        |
| 第2回  | 2001年5月12日 | Endless Hall      | エンドレスホール     | 牡5  | 2:00.8  | J.スペンサー     | L.クマーニ          |
| 第3回  | 2002年5月11日 | Grandera          | グランデラ           | 牡4  | 2:01.3  | L.デットーリ     | S.ビン・スルール    |
| 第4回  | 2004年5月16日 | Epalo             | エパロ               | 牡5  | 2:02.6  | A.シュタルケ     | A.シュッツ          |
| 第5回  | 2005年5月15日 | Mummify           | マミファイ           | 騸6  | 2:05.0  | D.ニコック       | L.フリードマン      |
| 第6回  | 2006年5月14日 | Cosmo Bulk        | コスモバルク         | 牡5  | 2:06.5  | 五十嵐冬樹       | 田部和則            |
| 第7回  | 2007年5月20日 | Shadow Gate       | シャドウゲイト       | 牡5  | 2:04.01 | 田中勝春         | 加藤征弘            |
| 第8回  | 2008年5月18日 | Jay Peg           | ジェイペグ           | 牡4  | 2:00.89 | A.マーカス       | H.ブラウン          |
| 第9回  | 2009年5月17日 | Gloria De Campeao | グロリアデカンペオン | 牡5  | 1:59.20 | T.ペレイラ       | P.バリー            |
| 第10回 | 2010年5月16日 | Lizard's Desire   | リザーズディザイア   | 牡5  | 2:02.12 | K.シェイ         | M.デコック          |
| 第11回 | 2011年5月22日 | Gitano Hernando   | ジターノエルナンド   | 牡5  | 2:03.93 | G.スコフィールド | H.ブラウン          |
| 第12回 | 2012年5月20日 | Chinchon          | シンチョン           | 騸7  | 2:04.43 | O.ドゥルーズ     | C.ラフォン=パリアス |
| 第13回 | 2013年5月19日 | Military Attack   | ミリタリーアタック   | 騸5  | 1:59.58 | Z.パートン       | J.ムーア            |
| 第14回 | 2014年5月18日 | Dan Excel         | ダンエクセル         | 騸6  | 1:59.07 | T.ベリー         | J.ムーア            |
| 第15回 | 2015年5月17日 | Dan Excel         | ダンエクセル         | 騸7  | 2:01.54 | T.ベリー         | J.ムーア            |

## シンガポール航空インターナショナルカップの記録
- 最年長勝利 - 7歳（ウーゾ・シンチョン・ダンエクセル）
- 最年少勝利 - 4歳（グランデラ・ジェイペグ）
- 最年長出走 - 8歳（ワイカト）
- 調教師での最多勝利 - 3勝（ジョン・ムーア（2013年、2014年、2015年) ）
- レースレコード - 1:59.07（第14回ダンエクセル（コースレコード））
- 最大着差 - 5馬身（第4回優勝馬エッパロ）

## 同レースによる地元・海外調教馬（同国馬のみ）によるワンツー・フィニッシュ
- 2007年 - 1着シャドウゲイト 2着コスモバルク（日本）
- 2011年 - 1着ジターノエルナンド 2着リヴァージェティス（南アフリカ）
- 2013年 - 1着ミリタリーアタック 2着ダンエクセル（香港）
- 2015年 - 1着ダンエクセル 2着ミリタリーアタック（香港）